# دیوید چوکارو
دیوید چوکارو (انگلیسی: David Chocarro؛ زادهٔ ۵ آوریل ۱۹۸۰) هنرپیشه، مدل اهل آرژانتین است. او همچنین بازیکن سابق بسکتبال است.
چوکارو فعالیت حرفه‌ای خود را در عرصه بازیگری در سال ۲۰۰۴ آغاز کرد.